# Barão de Sandeman
Barão de Sandeman é um título nobiliárquico criado por D. Luís I de Portugal, por Decreto de 8 de Março de 1883, em favor de William Glas Sandeman.
Titulares
1. William Glas Sandeman, 1.° Barão de Sandeman;
2. Thomas Glas Sandeman, 2.° Barão de Sandeman;
3. Thomas Glas Sandeman, 3.° Barão de Sandeman.